# Caston
Caston is een civil parish in het bestuurlijke gebied Breckland, in het Engelse graafschap Norfolk met 443 inwoners.